# Погонич попелястий
Погонич попелястий (Mustelirallus albicollis) — вид журавлеподібних птахів родини пастушкових (Rallidae).

## Поширення
Вид поширений у центрально-північних і східних регіонах Колумбії, через північні та південно-східні райони Венесуели, аж до Гвіани; в північно-центральній і східній Бразилії, аж до Парагваю і північно-східної Аргентини, а також у північній і східній Болівії. Він також живе в Тринідаді. Його природні місця проживання — тропічні та субтропічні низинні болота та луки, які сезонно затоплюються.

## Опис
Птах завдовжки 21,5–24 см. Верхні частини тіла оливково-сіруватого кольору з численними чорними плямами і смугами; первинні і вторинні криючі мають однорідний коричневий колір; боки голови і шиї, нижня поверхня тіла однорідного сланцевого кольору; горло світло-сіре; нижня частина боків і підкрила позначені чорно-білими смугами. Райдужка червона, дзьоб переважно зеленуватого кольору, на верхній щелепі чорнуватий, ніжки коричневі. Статі схожі.

## Спосіб життя
Свої гнізда вони будують із сухої трави у вигляді великих мисок, які ставлять на землю або низько, добре сховавшись серед трави та кущів. У кладці зазвичай від 2 до 5 яєць. Їхня дієта складається з комах і їхніх личинок, а також насіння.